# Stade olympique Patria
 (mars 2025).
Si vous disposez d'ouvrages ou d'articles de référence ou si vous connaissez des sites web de qualité traitant du thème abordé ici, merci de compléter l'article en donnant les références utiles à sa vérifiabilité et en les liant à la section « Notes et références ».
L'Estadio Olímpico Patria (français : Stade olympique Patria) est un stade omnisports situé dans la ville de Sucre en Bolivie. Sa capacité est de 30 700 spectateurs.

## Histoire
Le stade est construit dans l'optique de la Copa América 1997 que la Bolivie accueille sur son sol. Il est inauguré le 14 décembre 1992.

## Compétitions sportives
L'activité principale du stade Patria est le football et il sert d'enceinte au club de l'Universitario de Sucre.